# زاموشچ (منطقه تاریخی)
شهر کهن زاموشچ (لهستانی: Osiedle Stare Miasto) بافت تاریخی شهر زاموشچ است. این منطقه یکی از سایت‌های فهرست میراث جهانی یونسکو در لهستان است که در سال ۱۹۹۲ فهرست شد. به گفته یونسکو، ارزش این شهر در بودن «یک نمونه شهر جدید عهد رنسانسی اواخر سده ۱۶ میلادی است که ساختار اصلی و ساختمان‌ها و سازه‌هایی که تأثیرپذیر معماری ایتالیایی و معماری سنتی اروپای مرکزی بودند را حفظ کرده‌است.»

## میراث جهانی یونسکو
کمیته میراث جهانی یونسکو در سال ۱۹۹۲ زاموشچ را به عنوان یک میراث جهانی یونسکو با معیار iv پذیرفت.